# スズキ・RG250ガンマ
RG250Γ（アールジーにひゃくごじゅうガンマ）とは、スズキが1983年から1987年まで製造していた、250cc2ストロークエンジンを搭載した普通自動二輪車（軽二輪）である。

## 概要
レーサーさながらのフルカウルに軽量なアルミダブルクレードルフレームを擁し、フランコ・ウンチーニが
と語ったという宣伝文句に相応しい本格的な性能を有し、1年間で約30,000台を売り上げ、後のレーサーレプリカブームの火付け役となった。

## 車両解説
新設計の水冷2ストローク並列ツインエンジンはボア×ストロークこそRG250/Eと同様であったが、水冷化による重量増を感じさせない徹底した軽量化と高性能化が行われ、冷却水とミッションオイルを含めてもエンジン重量は34kgと他車と比較して3kgから8kgほど軽量であった。
エンジン特性は典型的な2ストロークエンジンの特性であった。6,500rpmを境にエンジン特性が豹変し、その回転数は使い物にならないと言わんがごとく3,000rpm以下の回転数ではタコメーターが動作しない（3,000rpm以下のスケールがない）という演出が施されており、狭いパワーバンドも含め、レーサーとはそういうものと、若者たちにはそれすら好意的に受け入れられた。また、ミッションにはレーサー同様のカセット一体型ミッション（ローギアなどがオプションでラインナップ）や、取り外し可能なキックギア・オイル散布ギアなどが採用され、混合燃料を用いるレーサーとしての使用も考慮に入れた車体構成となっている。
エンジンもさることながら、当車両において注目を浴びたのはなにより車体設計であった。市販量産車として初のAL-Boxと呼ばれるアルミダブルクレードルフレームに、前年に発売されたCBX400Fインテグラが市販車としては初ではあるものの、サーキットを走るレーサーさながらの先進的なフルカウルを初めて装着した当車両は、フレームやエンジンに徹底した軽量化が施され、フレーム単体で4kgから6kg、エンジンも含めた車両全体では他社の250cc車両に対して最大で14kgほど軽かった。軽量な車体は、エンジン出力の自主規制が敷かれた状況下での上限めいっぱいの45馬力を発揮するエンジンと相まって、パワーウェイトレシオは他社の対抗車種と比較して群を抜いていた。パネルに樹脂を挟んでフローティングマウントされセンターに回転数計を持つレーシングな雰囲気のメータークラスターや、当時採用の多いブレーキ油圧をフロントダンパーにダイレクトに伝えるアンチノーズダイブ機構やプリロード調節可能なリアモノサスペンション、ほぼ手作業で製造されていたチャンバー式排気管などを採用していた。また、後ろから見た際に、テールカウルのセンターブレーキランプ下のウィンカー部分が手を広げた様子に似ていたことから「やっこだこテール」という愛称で呼ばれた。また、出荷段階でフロント16インチホイールを採用しミシュランタイヤが標準装備されていることも当時としてはまだ珍しいことであった。
| 車名                            | 最大出力 | 乾燥重量 | パワーウェイトレシオ |
| ------------------------------- | -------- | -------- | -------------------- |
| ホンダ・VT250F（1982年発売）    | 35馬力   | 149kg    | 4.257                |
| ホンダ・MVX250F（1983年発売）   | 40馬力   | 138kg    | 3.450                |
| ヤマハ・RZ250（1980年発売）     | 35馬力   | 139kg    | 3.971                |
| ヤマハ・RZ250R（1983年発売）    | 43馬力   | 145kg    | 3.372                |
| スズキ・RG250Γ(1型)(1983年発売) | 45馬力   | 131kg    | 2.911                |
| スズキ・RG250Γ(2型)(1984年発売) | 45馬力   | 127kg    | 2.822                |
| カワサキ・KR250（1984年発売）   | 45馬力   | 134kg    | 2.977                |

## モデル一覧

### 1983年仕様(1型)
1983年、1982年シーズンのグランプリ王者、フランコ・ウンチーニの搭乗したRG500Γの意匠を模したカラーバリエーションで発売された。
- ██ブルー×ホワイト

1983年夏、以下のカラーバリエーションの車両が追加された。また、その車両にアンダーカウルとシングルシートカウルを装着した東京Suzuki Big Shop限定仕様が販売価格490,000円で発売された。
- ██レッド×ホワイト

### 1984年仕様(2型)
1984年3月、モデルチェンジが行われ、テールやフロントカウルが、エッジラインを有するシャープな形状に改められた。特徴であったアルミダブルクレードルフレームとリアスイングアームに、角面にリブが加えられ剛性を増したチューブを使用した。ブレーキはフロントに対向4ポットキャリパーをダブル装着、リヤには対向2ポットキャリパーがフローティングマウントされ、全て合わせて10ポットであることからデカピストンと呼んだ。エンジンに中低速域での性能向上を図り、回転数とスロットル開度に応じて、サブエアを吸入させるソノレイドを用いた空燃比調整システムが搭載された他、フレームとカウルやシートを支えるサブフレームの軽量化により車両重量は4kg減量され127kgとなった。販売価格は据え置かれ460,000円。
カラーバリエーションは以下のように改められた。
- ██ブルー×ホワイト
- ███ハーベーカラー

### 1985年仕様(3型)
1985年3月、大幅なモデルチェンジが行われ、カウル形状がアンダーカウルからシートカウルまでを接続した新規のデザインに改められるなど外観を一新、メーターパネルもラバーマウントからスポンジマウントに変更され燃料計が追加された。フルカウル仕様とセミカウル仕様があり、販売価格はフルカウルが480,000円、ハーフカウルは460,000円。フロントサスペンションにエアによるプリロード調整機構が加わり、リアサスペンションはリンクを一つ加え、よりプログレッシブな特性を持つE-フルフローターサスペンションが搭載された他、エンジンには２ストロークエンジンがもつピーキーさを減少させるため、掃排気タイミングを低速時に遅く、高回転時には速く掃気する電子制御の排気弁機構であるSAEC（Suzuki Automatic Exhaust Control）が導入された。開始車体番号GJ21B-10001~。
カラーバリエーションは以下のように改められた。
- ██ブルー×ホワイト
- ██レッド×ホワイト
- ██ホワイト

1985年5月、当時の全日本ロードレース選手権500ccクラスで活躍していた水谷勝が搭乗するワークスレーサー、RG500Γと同じウォルターウルフカラーの限定仕様が499,000円で販売された。
- ███ウォルターウルフカラー

### 1986年仕様(4型)
1986年2月、プッシュキャンセル式ウィンカースイッチが搭載され、サイドスタンド警告灯を採用。カラーバリエーションは以下のように改められた。開始車体番号GJ21B-109655~。販売価格はフルカウルが489,000円、ハーフカウルが469,000円、ウォルターウルフカラーが509,000円。
この時期になるとサーキットでのレースなどでは後発のホンダのNSR250RやヤマハのTZR250に劣勢を強いられていた。そのため、V型エンジンを搭載した新車への期待が高まり、販売面でも苦戦を余儀なくされた。
- ██グレー×レッド
- ██ブルー×ホワイト
- ██ウォルターウルフカラー

### 1987年仕様(5型)(正式にはH型)
1987年6月、最後のモデルチェンジが行われ、ホイールのリムサイズが拡張され、（フロントMT2.50リヤーMT3.00）タイヤサイズが前輪：110/80-16　後輪：120/80-17へと変更された他、フロントフォークがφ38mmへと大径化され、PDFを廃止した。クランクシャフト関係の変更及びエアクリーナーの通路を長くして吸気音の低減を図る。開始車体番号GJ21B-119554~。販売価格は引き続き489,000円、カラーバリエーションは以下のように改められ生産を終了した。
- ███ブルー×ホワイト